# Schelingen
Schelingen ist ein Winzerdorf im Kaiserstuhl im Südwesten Deutschlands. In Schelingen wohnen etwa 340 Einwohner.
Am 1. Januar 1975 wurde Schelingen in die Stadt Oberrotweil eingegliedert, deren Name am 15. April 1977 in Vogtsburg im Kaiserstuhl geändert wurde.
Schelingen ist die östlichste Ortschaft von Vogtsburg im Zentrum des Kaiserstuhls. Westlich liegt Oberbergen, das über Schelingen auf einer Kreisstraße mit dem fünf Kilometer östlich gelegenen Bahlingen im Landkreis Emmendingen verbunden ist.
Das landwirtschaftlich geprägte Dorf lebt hauptsächlich vom Weinbau. Die Rebfläche beträgt etwa 61 ha.
Die katholische Kirche St. Gangolf wurde 1825 im Weinbrenner-Stil erbaut; der Architekt war Christoph Arnold, ein Schüler Friedrich Weinbrenners. Die Kirche wurde im Jahr 1995 außen renoviert, das Orgelgehäuse stammt aus dem Jahr 1864 von Orgelbauer Eduard Stadtmüller.
Südlich des Dorfes liegt der 435 m hohe, völlig mit Magerrasen bedeckte rundkuppige Badberg. Im dortigen Naturschutzgebiet von 42 ha Größe findet man eine in Deutschland äußerst seltene Flora und Fauna.

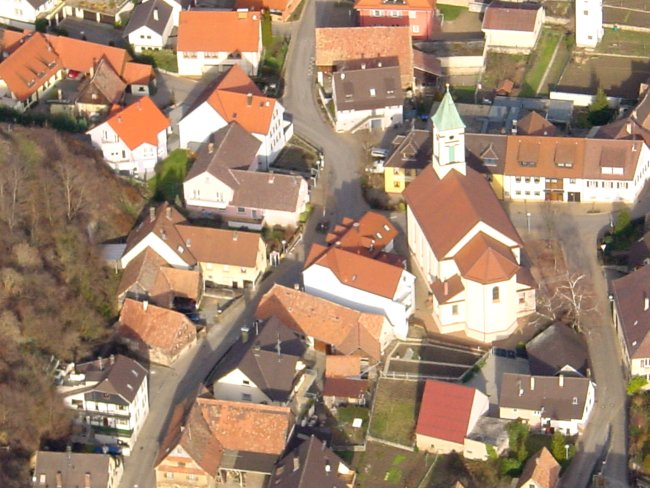
Luftbild Schelingen